# Doriclea
Doriclea es una ópera en tres actos y un prólogo con música del compositor italiano Francesco Cavalli con un libreto de Giovanni Faustini. Se estrenó en el Teatro San Cassiano, Venecia en 1645. 